# Anthocharis cethura
Anthocharis cethura ist ein Schmetterling (Tagfalter) aus der Familie der Weißlinge (Pieridae).

## Merkmale

### Falter
Die Flügelspannweite der Falter beträgt 25 bis 40 Millimeter. Sie haben eine weiße, zuweilen auch gelbliche Flügelgrundfärbung, insbesondere bei den Weibchen. Auf der Oberseite der Vorderflügel breitet sich über die Submarginalregion sowie die Postdiskalregion ein blasser orangeroter Fleck aus, der bei den Weibchen oftmals noch schwächer ausgeprägt ist. Dieser endet am schwarzen Diskoidalfleck und wird beidseitig schwarz eingefasst. Diese Einfassung ist am Apex besonders breit und zuweilen weiß unterlegt. Die Unterseite der Hinterflügel zeigt eine graugrüne Sprenkelung, die bandartig verschmolzen ist.

### Ei, Raupe, Puppe
Die Eier haben unmittelbar nach der Ablage eine blaugrüne Farbe, die sich jedoch schon nach wenigen Stunden in orangerote Tönungen wandelt. Sie haben eine ovale Form und sind auf der gesamten Oberfläche mit Querrippen versehen. Die Eier werden einzeln an den Blättern einer Nahrungspflanze abgelegt.
Jüngere Raupen sind grünlich gefärbt und mit sehr kurzen, dünnen, weißlichen Haaren versehen. Ausgewachsene Tiere haben meist eine schwarzgraue oder blaugraue Farbe und zeigen auffällige orange Querstreifen sowie große weiße Flecke an den Seiten.
Die Gürtelpuppe besitzt einen langen, schmalen, konisch geformten Kopf und ist bräunlich oder schwärzlich gefärbt.

### Ähnliche Arten
Die Art ähnelt Anthocharis sara, bei der der orangerote Fleck auf der Vorderflügeloberseite jedoch viel kräftiger ausgeprägt ist und die graugrüne Sprenkelung auf der Hinterflügelunterseite unregelmäßig verschmolzen ist.
Eine entfernte Ähnlichkeit besteht auch zu den kräftiger gefärbten Männchen des Aurorafalters (Anthocharis cardamines). Da dieser jedoch in Europa und Asien vorkommt, gibt es keine geographische Überlappung mit Anthocharis cethura.

## Verbreitung und Lebensraum
Das Verbreitungsgebiet von Anthocharis cethura erstreckt sich von der Mitte Kaliforniens in östlicher Richtung bis Westtexas. Die Art besiedelt bevorzugt karge, trockene Regionen, steinige Felslandschaften sowie Wüstengebiete (englisch: desert), weshalb sie im englischen Sprachgebrauch auch als Desert Orangetip bezeichnet wird.

## Lebensweise
Die Art bildet eine Generation pro Jahr. Hauptflugzeit der Falter sind die Monate Februar bis April, in den nördlichen Gebieten bis Mai. Die Falter saugen zur Aufnahme von Nahrung gerne an Blüten. Die Raupen ernähren sich polyphag von den Blüten und Fruchtständen einer großen Zahl von Nahrungspflanzen aus der Pflanzenfamilie der Kreuzblütler (Brassicaceae), dazu zählen: Caulanthus cooperi, Caulanthus coulteri, Caulanthus inflatus, Descurainia pinnata, Thelypodium lassiophyllum und Streptanthella longirostris. Die Art überwintert als Puppe.

## Unterarten
Neben der Nominatform Anthocharis cethura cethura werden folgende Unterarten unterschieden:
- Anthocharis cethura catalina
- Anthocharis cethura hadromarmorata
- Anthocharis cethura mojavensis
- Anthocharis cethura morrisoni
- Anthocharis cethura prima